# Phaenocarpa curvicurrens
Phaenocarpa curvicurrens är en stekelart som beskrevs av Fischer 1975. Phaenocarpa curvicurrens ingår i släktet Phaenocarpa och familjen bracksteklar. Inga underarter finns listade i Catalogue of Life.